# هجوم مونستر 2018
هجوم مونستر 2018 في يوم 7 أبريل 2018 قاد رجل شاحنة صغيرة باتجاه أشخاص جالسين خارج مطاعم في ساحة مخصصة للمشاة في مدينة مونستر الألمانية واسفر الهجوم عن قتل شخصين وأصاب حوالي 20 آخرين 6 منهم أصيب بجروح خطيرة.